# Rhithrogena tetrapunctigera
Rhithrogena tetrapunctigera is een haft uit de familie Heptageniidae. De wetenschappelijke naam van de soort is voor het eerst geldig gepubliceerd in 1931 door Matsumura.
De soort komt voor in het Palearctisch gebied.